# 14.ª edición de los Premios Óscar
La 14.ª edición de los Premios Óscar se celebró el 26 de febrero de 1942 en el Biltmore Hotel de Los Ángeles, California (Estados Unidos), y fue conducida por Bob Hope.
La ceremonia es recordada por haber sido aquella en la que la película Citizen Kane no consiguió ganar el premio a la mejor película, que fue a parar a la película de John Ford "¡Qué verde era mi valle!". Ford ganó su tercer Óscar como mejor director, siendo el segundo en conseguir tres victorias es esa categoría, y el primero en ganar en años consecutivos (tras ganar el año anterior por The Grapes of Wrath).
La gran atención del público estuvo sobre el premio a la mejor actriz, que enfrentaba a las hermanas (y rivales) Joan Fontaine por Suspicion y Olivia de Havilland por Si no amaneciera. La victoria de Fontaine fue la primera y única de una intérprete por un papel en una película de Hitchcock.
Este fue también el primer año en que se entregaron premios a los documentales. El primer Óscar a un documental fue para Churchill's Island.
La loba estableció un nuevo record de nueve nominaciones sin ganar ningún Óscar. Esta marca fue igualada por Peyton Place en 1957, y superada por The Turning Point y El color púrpura, ambas con 11 nominaciones sin ninguna victoria. Citizen Kane, a menudo considerada como la mejor película de la historia en muchas encuestas, fue nominada a 9 Premios de la Academia, incluyendo el de mejor película, aunque solo ganó uno, el de mejor guion original.
Parte de la ceremonia fue retransmitida por CBS Radio.

## Ganadores y nominados

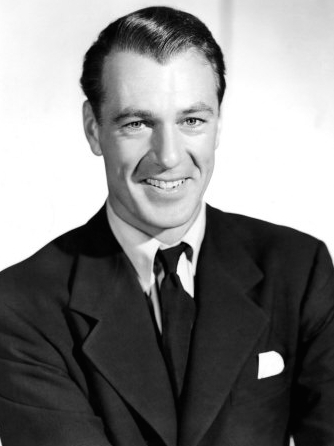
Gary Cooper fue el ganador del Óscar al mejor actor por Sergeant York.

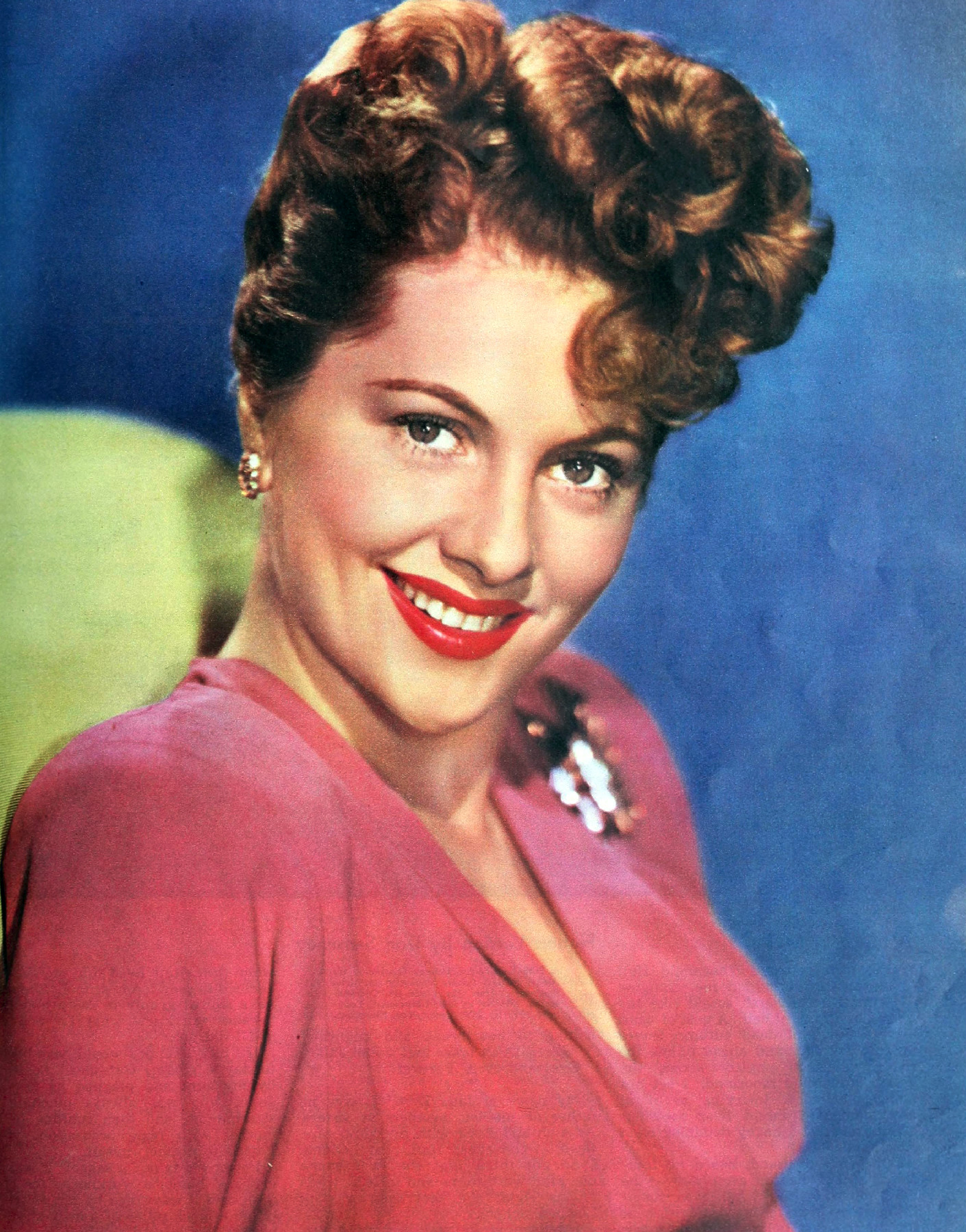
Joan Fontaine fue la ganadora del Óscar a la mejor actriz por Suspicion.

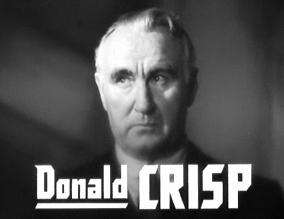
Donald Crisp fue el ganador del Óscar al mejor actor de reparto por ¡Qué verde era mi valle!.

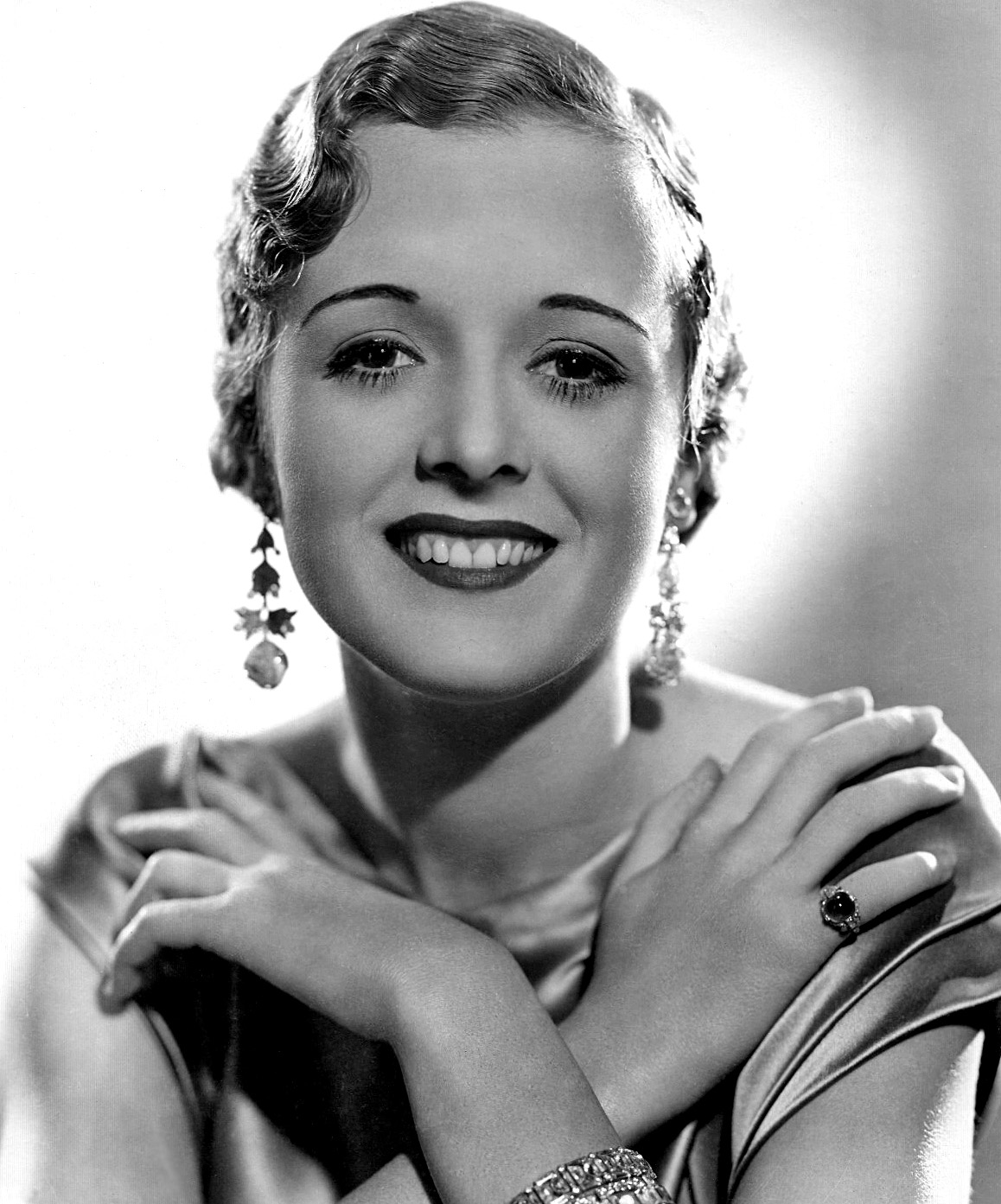
Mary Astor fue la ganadora del Óscar a la mejor actriz de reparto por The Great Lie.

1. Los ganadores están listados primero y destacados en negritas. ⭐
2. El título o títulos en español se encuentra entre paréntesis.

| Película sobresaliente - How Green Was My Valley (¡Qué verde era mi valle!) — 20th Century Fox⭐ - Blossoms in the Dust (De corazón a corazón) — Metro-Goldwyn-Mayer - Citizen Kane (Ciudadano Kane / El ciudadano) — RKO Radio - Here Comes Mr. Jordan (El difunto protesta) — Columbia - Hold Back the Dawn (Si no amaneciera / La puerta de oro) — Paramount - The Little Foxes (La loba) — Samuel Goldwyn Productions y RKO Pictures - The Maltese Falcon (El halcón maltés) — Warner Bros. - One Foot in Heaven (Con un pie en el cielo) — Warner Bros. - Sergeant York (El sargento York) — Warner Bros. - Suspicion (La sospecha) — RKO Radio | Mejor dirección - John Ford - How Green Was My Valley (¡Qué verde era mi valle!)⭐ - Orson Welles – Citizen Kane (Ciudadano Kane / El ciudadano) - Alexander Hall – Here Comes Mr. Jordan (El difunto protesta) - William Wyler – The Little Foxes (La loba) - Howard Hawks – Sergeant York (El sargento York) |
| Mejor actor Presentado por: James Stewart - Gary Cooper – Sergeant York (El sargento York), como Alvin C. York⭐ - Cary Grant – Penny Serenade (La canción del recuerdo / Serenata nostálgica), como Roger Adams - Walter Huston – The Devil and Daniel Webster (Un pacto con el diablo / El hombre que vendió su alma), como el Sr. Scratch - Robert Montgomery – Here Comes Mr. Jordan (El difunto protesta), como Joe Pendleton - Orson Welles – Citizen Kane (Ciudadano Kane / El ciudadano), como Charles Foster Kane | Mejor actriz - Joan Fontaine – Suspicion (La sospecha), como Lina McLaidlaw ⭐ - Bette Davis – The Little Foxes (La loba), como Regina Hubbard Giddens - Olivia de Havilland – Hold Back the Dawn (Si no amaneciera / La puerta de oro), como Emmy Brown - Greer Garson – Blossoms in the Dust (De corazón a corazón), como Edna Kahly Gladney - Barbara Stanwyck – Ball of Fire (Bola de fuego), como Katherine "Sugarpuss" O'Shea |
| Mejor actor de reparto - Donald Crisp – How Green Was My Valley (¡Qué verde era mi valle!), como Gwilym Morgan ⭐ - Walter Brennan – Sergeant York (El sargento York), como el Pastor Rosier Pile - Charles Coburn – The Devil and Miss Jones (El diablo y la señorita / El diablo burlado), como John P. Merrick - James Gleason – Here Comes Mr. Jordan (El difunto protesta), como Max "Pop" Corkle - Sydney Greenstreet – The Maltese Falcon (El halcón maltés), como Kasper Gutman | Mejor actriz de reparto - Mary Astor – The Great Lie (La gran mentira), como Sandra Kovak ⭐ - Sara Allgood – How Green Was My Valley (¡Qué verde era mi valle!), como Mrs Beth Morgan - Patricia Collinge – The Little Foxes (La loba), como Birdie Hubbard - Teresa Wright – The Little Foxes (La loba), como Alexandra Giddens - Margaret Wycherly – Sergeant York (El sargento York), como Mary Brooks York |
| Mejor argumento - Here Comes Mr. Jordan (El difunto protesta) – Harry Segal ⭐ - Ball of Fire (Bola de fuego) – Thomas Monroe y Billy Wilder - Meet John Doe (El mandamiento supremo / Juan Nadie) – Richard Connell, Robert Presnell - Night Train to Munich (Gestapo / Tren nocturno a Munich) – Gordon Wellesley - Lady Eve (Las tres noches de Eva) – Monckton Hoffe | Mejor guion original - Citizen Kane (Ciudadano Kane / El ciudadano) – Herman J. Mankiewicz y Orson Welles ⭐ - The Devil and Miss Jones (El diablo y la señorita / El diablo burlado) – Norman Krasna - Sergeant York (El sargento York) – Harry Chandlee, Abem Finkel, John Huston y Howard Koch - Tall, Dark and Handsome (Alto, moreno y buen mozo) – Karl Tunberg y Darrell Ware - Tom, Dick and Harry (Solo tres amores / Tom, Dick y Harry) – Paul Jarrico |
| Mejor guion - Here Comes Mr. Jordan (El difunto protesta) – Sidney Buchman y Seton I. Miller; >basado en la obra Heaven Can Wait de Harry Segall ⭐ - Hold Back the Dawn (Si no amaneciera / La puerta de oro) – Charles Brackett y Billy Wilder; basado en Memo to a Movie Producer de Ketti Frings - How Green Was My Valley (¡Qué verde era mi valle!) – Philip Dunne; a partir de la novela de Richard Llewellyn - The Little Foxes (La loba) – Lillian Hellman; basado en su propia obra - The Maltese Falcon (El halcón maltés) – John Huston; a partir de la novela homónima de Dashiell Hammett | Mejor cortometraje animado - Salvamento gatuno – Walt Disney Productions y RKO Radio ⭐ - Boogie Woogie Bugle Boy of Company B – Walter Lantz Productions y Universal - Hiawatha's Rabbit Hunt – Leon Schlesinger y Warner Bros. - How War Came – Columbia - The Night Before Christmas – MGM - Rhapsody in Rivets – Leon Schlesinger y Warner Bros. - Rhythm in the Ranks – George Pal Productions y Paramount - The Rookie Bear – MGM - Superman – Max Fleischer y Paramount - Truant Officer Donald – Walt Disney Productions y RKO Radio                                                                           |
| Mejor cortometraje - Un rollo - Of Pups and Puzzles – Metro-Goldwyn-Mayer ⭐ - Army Champions – Pete Smith y Metro-Goldwyn-Mayer - Beauty and the Beach – Paramount - Down on the Farm – Paramount - Forty Boys and a Song – Warner Bros. - Kings of the Turf – Warner Bros. - Sagebrush and Silver – 20th Century Fox | Mejor cortometraje - Dos rollos - Main Street on the March! – Metro-Goldwyn-Mayer ⭐ - Alive in the Deep – Woodard Productions, Inc. - Forbidden Passage – Metro-Goldwyn-Mayer - The Gay Parisian – Warner Bros. - The Tanks Are Coming – Ejército de los Estados Unidos y Warner Bros. |
| Mejor documental - Churchill's Island – National Film Board of Canada y United Artists ⭐ - Adventure in the Bronx – Film Associates - Bomber: A Defense Report on Film – U.S. Office for Emergency Management Film Unit y Motion Picture Committee Cooperating for National Defense - Christmas Under Fire – Ministerio de Información Británico y Warner Bros. - A Letter From Home – Ministerio de Información Británico y United Artists - Life of a Thoroughbred - Truman Talley y 20th Century Fox - Norway in Revolt – The March of Time y RKO Radio - A Place to Live – Philadelphia Housing Authority y Philadelphia Housing Association - Russian Soil – Amkino - Soldiers of the Sky – Truman Talley y 20th Century Fox - War Clouds in the Pacific – National Film Board of Canada y Metro-Goldwyn-Mayer | |
| Mejor banda sonora de una película dramática o comedia - The Devil and Daniel Webster (Un pacto con el diablo / El hombre que vendió su alma) – Bernard Herrmann ⭐ - Back Street – Frank Skinner - Ball of Fire (Bola de fuego) – Alfred Newman - Cheers for Miss Bishop (Dueña de su destino) – Edward Ward - Citizen Kane (Ciudadano Kane / El ciudadano) – Bernard Herrmann - Dr. Jekyll and Mr. Hyde (El hombre y la bestia / El extraño caso del doctor Jekyll) – Franz Waxman - Hold Back the Dawn (Si no amaneciera / La puerta de oro) – Victor Young - How Green Was My Valley (¡Qué verde era mi valle!) – Alfred Newman - King of the Zombies (El rey de los Zombies) – Edward J. Kay - Ladies in Retirement (Damas retiradas / El misterio de Fiske Manor) – Morris Stoloff y Ernst Toch - The Little Foxes (La loba) – Meredith Willson - Lydia – Miklós Rózsa - Mercy Island – Cy Feuer y Walter Scharf - Sergeant York (El sargento York) – Max Steiner - So Ends Our Night (Así termina la noche / Así acaba nuestra noche) – Louis Gruenberg - Sundown – Miklós Rózsa - Suspicion (La sospecha) – Franz Waxman - Tanks a Million (Tanques y balas) – Edward Ward - That Uncertain Feeling (¿Qué sabes tú de amor? / Lo que piensan las mujeres) – Werner Heymann - This Woman is Mine (La mujer es un problema / El rey de los mares) – Richard Hageman | Mejor orquestación de una película musical - Dumbo – Frank Churchill y Oliver Wallace ⭐ - All-American Co-Ed (Colegialas musicales) – Edward Ward - Birth of the Blues (Sabroso y picante) – Robert Emmett Dolan - Buck Privates (Reclutas en apuro / Reclutas) – Charles Previn - The Chocolate Soldier (El soldado de chocolate) – Herbert Stothart y Bronisław Kaper - Ice-Capades (No quiero ser estrella / Desfile sobre el hielo) – Cy Feuer - The Strawberry Blonde – Heinz Roemheld - Sun Valley Serenade – Emil Newman - Sunny – Anthony Collins - You'll Never Get Rich (Desde aquel beso) – Morris Stoloff |
| Mejor canción original - «The Last Time I Saw Paris» de Lady Be Good – Música: Jerome David Kern; Letra: Oscar Hammerstein II ⭐ - «Baby Mine» de Dumbo – Música: Frank Churchill; Letra: Ned Washington - «Be Honest With Me» de Ridin' on a Rainbow – Letra y música: Gene Autry y Fred Rose - «Blues in the Night» de Blues in the Night – Música: Harold Arlen; Letra: Johnny Mercer - «Boogie Woogie Bugle Boy of Company B» de Buck Privates (Reclutas en apuro / Reclutas) – Música: Hugh Prince; Letra: Don Raye - «Chattanooga Choo Choo» de Sun Valley Serenade – Música: Harry Warren; Letra: Mack Gordon - «Dolores» de Las Vegas Nights – Música: Louis Alter; Letra: Frank Henry Loesser - «Out of the Silence» de All-American Co-Ed (Colegialas musicales) – Letra y música: Lloyd B. Norlin - «Since I Kissed My Baby Goodbye» de You'll Never Get Rich (Desde aquel beso) – Letra y música: Cole Porter | Mejor sonido - That Hamilton Woman – Jack Whitney ⭐ - Appointment for Love – Bernard B. Brown - Ball of Fire (Bola de fuego) – Thomas T. Moulton - The Chocolate Soldier (El soldado de chocolate) – Douglas Shearer - Citizen Kane (Ciudadano Kane / El ciudadano) – John Aalberg - The Devil Pays Off – Charles Lootens - How Green Was My Valley (¡Qué verde era mi valle!) – E. H. Hansen - The Men in Her Life – John P. Livadary - La mujer fantasma – Elmer Raguse - Sergeant York (El sargento York) – Nathan Levinson - Skylark – Loren L. Ryder                                                             |
| Mejor fotografía - Blanco y negro - How Green Was My Valley (¡Qué verde era mi valle!) – Arthur Miller ⭐ - The Chocolate Soldier (El soldado de chocolate) – Karl Freund - Citizen Kane (Ciudadano Kane / El ciudadano) – Gregg Toland - Dr. Jekyll and Mr. Hyde (El hombre y la bestia / El extraño caso del doctor Jekyll) – Joseph Ruttenberg - Here Comes Mr. Jordan (El difunto protesta) – Joseph Walker - Hold Back the Dawn (Si no amaneciera / La puerta de oro) – Leo Tover - Sergeant York (El sargento York) – Sol Polito - Sun Valley Serenade – Edward Cronjager - Sundown – Charles Lang - That Hamilton Woman – Rudolph Maté | Mejor fotografía - Color - Blood and Sand (Sangre y arena) – Ernest Palmer y Ray Rennahan ⭐ - Aloma of the South Seas – Wilfred M. Cline, Karl Struss y William Snyder - Billy el niño – William V. Skall y Leonard Smith - Blossoms in the Dust (De corazón a corazón) – Karl Freund y W. Howard Greene - Dive Bomber – Bert Glennon - Louisiana Purchase (Sucedió en el carnaval) – Harry Hallenberger y Ray Rennahan |
| Mejor dirección de arte - Blanco y negro - How Green Was My Valley (¡Qué verde era mi valle!) – Dirección de arte: Richard Day y Nathan Juran; Decorados: Thomas Little ⭐ - Citizen Kane (Ciudadano Kane / El ciudadano) – Dirección de arte: Perry Ferguson y Van Nest Polglase; Decorados: Al Fields y Darrell Silvera - The Flame of New Orleans – Dirección de arte y decorados: Martin Obzina, Jack Otterson y Russell A. Gausman - Hold Back the Dawn (Si no amaneciera / La puerta de oro) – Dirección de arte: Hans Dreier y Robert Usher; Decorados: Sam Comer - Ladies in Retirement (Damas retiradas / El misterio de Fiske Manor) – Dirección de arte: Lionel Banks; Decorados: George Montgomery - The Little Foxes (La loba) – Dirección de arte: Stephen Gosson; Decorados: Howard Bristol - Sergeant York (El sargento York) – Dirección de arte: John Hughes; Decorados: Fred MacLean - The Son of Monte Cristo – Dirección de arte: John Ducasse Schulze; Decorados: Edward G. Boyle - Sundown – Dirección de arte: Alexander Golitzen; Decorados: Richard Irvine - That Hamilton Woman – Dirección de arte: Vincent Korda; Decorados: Julia Heron - When Ladies Meet – Dirección de arte: Cedric Gibbons y Randall Duell; Decorados: Edwin B. Willis - Sis Hopkins – N/A (nominación retirada)                                                        | Mejor dirección de arte - Color - Blossoms in the Dust (De corazón a corazón) – Dirección de arte: Cedric Gibbons y Urie McLeary; Decorados: Edwin B. Willis ⭐ - Blood and Sand (Sangre y arena) – Dirección de arte: Richard Day y Joseph C. Wright; Decorados: Thomas Little - Louisiana Purchase (Sucedió en el carnaval) – Dirección de arte: Raoul Pene du Bois; Decorados: Stephen A. Seymour |
| Mejor montaje - Sergeant York (El sargento York) – William Holmes ⭐ - Citizen Kane (Ciudadano Kane / El ciudadano) – Robert Wise - Dr. Jekyll and Mr. Hyde (El hombre y la bestia / El extraño caso del doctor Jekyll) – Harold F. Kress - How Green Was My Valley (¡Qué verde era mi valle!) – James B. Clark - The Little Foxes (La loba) – Daniell Mandell | Mejores efectos especiales - I Wanted Wings – Farciot Edouart, Gordon Jennings y Louis Mesenkop ⭐ - Aloma of the South Seas – Farciot Edouart, Gordon Jennings y Louis Mesenkop - Flight Command - A. Arnold Gillespie y Douglas Shearer - The Invisible Woman – John P. Fulton y John Hall - El lobo de mar – Byron Haskin y Nathan Levinson - That Hamilton Woman – Lawrence Butler y William H. Eilmarth - La mujer fantasma – Roy Seawright y Elmer Raguse - A Yank in the R.A.F. – Fred Sersen y E. H. Hansen - Dive Bomber – Byron Haskin y Nathan Levinson (descalificada)                                     |

### Óscar honorífico
- Ministerio de Información Británico, por la producción del documental Target for Tonight.
- Leopold Stokowski, por la música de Fantasía.
- Walt Disney, William Garity, John N. A. Hawkins y la empresa RCA, por la utilización del sonido en la película Fantasía.

## Premios y nominaciones múltiples
| Película                                                                             | Nominaciones | Premios |
| ------------------------------------------------------------------------------------ | ------------ | ------- |
| How Green Was My Valley (¡Qué verde era mi valle!)                                   | 10           | 5       |
| Sergeant York (El sargento York)                                                     | 11           | 2       |
| Here Comes Mr. Jordan (El difunto protesta)                                          | 7            | 2       |
| Citizen Kane (Ciudadano Kane / El ciudadano)                                         | 9            | 1       |
| Blossoms in the Dust (De corazón a corazón)                                          | 4            | 1       |
| That Hamilton Woman                                                                  | 4            | 1       |
| Suspicion (La sospecha)                                                              | 3            | 1       |
| The Devil and Daniel Webster (Un pacto con el diablo / El hombre que vendió su alma) | 2            | 1       |
| Blood and Sand (Sangre y arena)                                                      | 2            | 1       |
| Dumbo                                                                                | 2            | 1       |
| The Great Lie (La gran mentira)                                                      | 1            | 1       |
| Lady Be Good                                                                         | 1            | 1       |
| I Wanted Wings                                                                       | 1            | 1       |
| The Little Foxes (La loba)                                                           | 9            | 0       |
| Hold Back the Dawn (Si no amaneciera / La puerta de oro)                             | 6            | 0       |
| Ball of Fire (Bola de fuego)                                                         | 4            | 0       |
| The Chocolate Soldier (El soldado de chocolate)                                      | 3            | 0       |
| Dr. Jekyll and Mr. Hyde (El hombre y la bestia / El extraño caso del doctor Jekyll)  | 3            | 0       |
| The Maltese Falcon (El halcón maltés)                                                | 3            | 0       |
| Sun Valley Serenade                                                                  | 3            | 0       |
| Sundown                                                                              | 3            | 0       |
| All-American Co-Ed (Colegialas musicales)                                            | 2            | 0       |
| Aloma of the South Seas                                                              | 2            | 0       |
| Buck Privates (Reclutas en apuro / Reclutas)                                         | 2            | 0       |
| The Devil and Miss Jones (El diablo y la señorita / El diablo burlado)               | 2            | 0       |
| Dive Bomber                                                                          | 2            | 0       |
| Ladies in Retirement (Damas retiradas / El misterio de Fiske Manor)                  | 2            | 0       |
| Louisiana Purchase (Sucedió en el carnaval)                                          | 2            | 0       |
| La mujer fantasma                                                                    | 2            | 0       |
| You'll Never Get Rich                                                                | 2            | 0       |